# Salmi Manja
Saleha binti Abdul Rashid (conocida como: Salmi Manja, 24 de julio de 1937- Subang Jaya, 26 de diciembre de 2023) fue una escritora y periodista malaya.

## Biografía
Salmi fue a la escuela de lengua árabe Darul Maarif y a la escuela de inglés Tong Chai en Singapur; miembro del grupo ASAS 50 junto con Awang Usman.
Fue una de las primeras escritoras profesionales de Malasia, generó conciencia exigiendo por justicia social y derechos de las mujeres.
Se especializó en novelas, cuentos y poesía. Salmi Manja fue conocida por libro Hari Mana Bulan Mana.
Contrajo matrimonio con el escritor Datuk Seri A. Samad Said, fue madre de Helmy Samad.
Falleció el 26 de diciembre de 2023 a los 87 años, en su casa en Subang Jaya.

## Libro
- 1960, Hari Mana Bulan Mana.
- 1968, Rindu Hilang Ditapak Tangan
- Sayang Ustazah Sayang